# 호세 카레라스
주젭 마리아 카레라스 이 콜(카탈루냐어: Josep Maria Carreras i Coll, 1946년 12월 5일 ~ )은 스페인의 성악가이다. 종교는 가톨릭이며, 영세명은 요셉이다. 리세우 음악원에서 수학했으며 《노르마》의 플라비오 역으로 데뷔했다. 루치아노 파바로티, 플라시도 도밍고와 함께 The three tenors(3대 테너)라 불렸다. 스페인 바르셀로나 출신이다. 외국 성악가로는 드물게 한국에 대한 애정이 깊은 편이라 자주 내한해서 콘서트를 가지는 편이다.
지금은 세월때문에 오페라는 물론이고 콘서트 무대에서도 거의 은퇴한 것이나 마찬가지지만 1970년대부터 1980년대 중반까지는 그야말로 카레라스의 전성기였다. 특히, 동향 출신의 소프라노 몬세라트 카바예와 이탈리아 로비고 출신의 성악가 카티아 리치아렐리와는 환상적인 궁합을 보여주기도 했고, 필립스와 EMI, 도이치 그라모폰에서도 많은 음반을 남기기도 했다. 카레라스는 본래 카탈루냐인인데, 카탈루냐어로는 조제프 카레라스(Josep Carreras)라고 부르는게 맞다. 허나, 카레라스가 태어날 시기의 스페인은 카탈루냐와 바스크 등 분리주의 운동이 거셌던 지역을 억압했던 프랑코의 철권통치 기간이었고, 카레라스가 그 시기에 태어난 탓에 카탈루냐어 본명보다 스페인어(=카스티야어)로 된 호세 카레라스(스페인어: José Carreras)라는 이름으로 많이 불리게 된다.
스페인이 혹독한 시기였음에도 불구하고, 카레라스가 어렸을 땐 다행히 아무 일도 없었다. 대신, 카레라스의 어린 시절 내용 중에서 이런 일화가 전해지는데, 카레라스는 꼬마 시절부터 타고난 영재로 손꼽혔고, 여덟 살 때는 지방 방송에 출연까지 했다고 한다. 그때, 방송 출연하고 있었던 꼬맹이 카레라스가 엄청난 노래를 불러서 방송을 보고있던 시청자들을 깜짝 놀라게 했는데, 바로 주세페 베르디의 오페라 리골레토에 나오는 그 유명한 아리아 "여자의 마음(La donna è mobile)"을 그 어린 나이에 열창했다는 것이다. 이것은 당시에 많은 화제가 되었고, 지금도 카레라스의 어린 시절을 언급할 때 가장 유명한 이야기로 전해진다.

## 백혈병 투병과 극복, 플라시도 도밍고와의 관계
성악가로서 한창 전성기를 구가하던 1987년 호세 카레라스는 청천벽력같은 소식을 듣는다. 바로 급성 백혈병 진단을 받은 것이다. 그러나 그는 생사를 오가는 투병 끝에 결국 기적적으로 완치가 됐고, 무대에 복귀할 수 있게 된다. 복귀 이후 급속도로 기량이 쇠퇴하게 되어 많은 사람들에게 안타까움을 샀지만, 1988년 '호세 카레라스 백혈병 재단'을 설립하여 백혈병 환자들의 치료비를 지원하고 수많은 자선 공연에서 노래를 부르는 등 사회 공헌에 전념하고 있다.
한편 카탈루냐 출신인 호세 카레라스와 카스티야 출신인 플라시도 도밍고는 라이벌인 동시에 지역 감정, 그리고 스페인의 정치적 상황으로 인해 사이가 좋지 못했다. 백혈병 투병을 하게 된 카레라스는 계속된 항암 치료와 골수 이식으로 경제적 어려움을 겪는다. 그 때 카레라스는 마드리드에 위치한 에르모사 백혈병 재단이 운영하는 병원이 있다는 것을 알게 되고 무료로 치료를 받아 건강을 회복한다. 완치판정을 받은 카레라스는 에르모사 재단에 감사 표하는 마음으로 후원 회원이 되기 위한 절차를 밟는데, 알고보니 에르모사 재단은 플라시도 도밍고가 설립한 재단이었다. 도밍고가 이 재단을 설립한 취지는 호세 카레라스의 병을 치료해주기 위한 것이었다. 라이벌인 카레라스의 자존심이 상하지 않도록 익명으로 도움을 주려했던 것. 카레라스는 도밍고의 우정에 감동했고 그 이후로 둘은 절친한 친구가 된다. 카레라스가 백혈병 재단을 설립하게 된 것도 이것이 계기가 되었다.

## 음악적 성향
영혼을 울리는 목소리로 평가된다. 흔히 "은빛 테너"라고 불리는 호세 카레라스는 플라시도 도밍고와 마찬가지로 발성이나 기교보다는 호소력 짙은 노래와 연기로 유명하다. 또, 이러한 점이 카레라스의 매력이라는 평가가 많다. 백혈병 치료 이후 성량이 줄면서 기량이 쇠퇴했음에도 불구하고 그의 심금을 울리는 호소력은 수많은 사람들의 눈가를 적시게 했다. 카레라스의 진가는 pp에서 드러난다. ff에서 부드럽게 pp를 표현할 수 있는 능력을 갖추고 있다. 이는 그의 미성을 더욱 돋보이게 하며, 섬세한 감정 연기에서 빛을 발한다.